# Live symphonique
Albums de Calogero
V.O.-V.S.
(2010) Les Feux d'artifice
(2014)
Live symphonique est le deuxième album enregistré en public de Calogero, enregistré le 27 juin 2011 au Palais des sports de Paris et paru le 5 décembre 2011.
Dans le double DVD, on y retrouve un live Acoustique, enregistré à Courbevoie, dans lequel Calogero reprend ses plus grands tubes en versions acoustiques et en solo.

## Liste des titres
| No  | Titre                                            | Paroles                         | Musique                                   | Durée |
| --- | ------------------------------------------------ | ------------------------------- | ----------------------------------------- | ----- |
| 1.  | C'est dit                                        | Jean-Jacques Goldman            | Calogero                                  | 3:40  |
| 2.  | La Fin de la fin du monde                        | Dominique A                     | Calogero                                  | 3:03  |
| 3.  | Prendre racine                                   | Patrice Guirao                  | Calogero - Gioacchino                     | 4:10  |
| 4.  | Nathan                                           | Marc Lavoine                    | Calogero                                  | 3:30  |
| 5.  | Yalla                                            | Lionel Florence                 | Calogero                                  | 3:16  |
| 6.  | Tu n'as qu'à m'attraper                          | Dick Annegarn                   | Calogero                                  | 2:42  |
| 7.  | J'attends                                        | Dominique A                     | Calogero                                  | 5:49  |
| 8.  | Si seulement je pouvais lui manquer              | Michel Jourdan - Julie d'Aimé   | Calogero - Gioacchino                     | 3:20  |
| 9.  | Aussi libre que moi                              | Alana Filippi - Lionel Florence | Calogero                                  | 3:54  |
| 10. | Passage des cyclones                             | Dominique A                     | Calogero                                  | 3:42  |
| 11. | Présentation des musiciens (Châtelet les Halles) |                                 | Francis Maggiulli - Calogero - Gioacchino | 2:12  |
| 12. | Tien an men                                      | Lionel Florence                 | Calogero - Gioacchino                     | 6:06  |
| 13. | Face à la mer (en duo avec Passi)                | Passi - Alana Filippi           | Calogero - Gioacchino                     | 3:51  |
| 14. | Pas un jour ne passe                             | Julie d'Aimé                    | Francis Maggiulli - Calogero - Gioacchino | 4:11  |
| 15. | La Bourgeoisie des sensations                    | Pierre Lapointe                 | Calogero - Pierre Lapointe                | 3:05  |
| 16. | En apesanteur                                    | Alana Filippi                   | Calogero - Gioacchino                     | 3:09  |
| 17. | C'est d'ici que je vous écris                    | Jean-Jacques Goldman            | Calogero                                  | 4:04  |
| 18. | Pomme C                                          | Zazie                           | Calogero - Gioacchino                     | 4:22  |